# Linckia multifora
Linckia multifora is een zeester uit de familie Ophidiasteridae.
De wetenschappelijke naam van de soort werd in 1816 gepubliceerd door Jean-Baptiste de Lamarck.